# Partido Nacionalista de Bangladesh
Partido Nacionalista de Bangladesh (em bengali:  বাংলাদেশ জাতীয়তাবাদী দল, transliterado: Bangladesh Jātīẏatābādī Dôl; em inglês:  Bangladesh Nationalist Party, abreviado como BNP) é um dos dois principais partidos políticos contemporâneos de Bangladesh. Foi fundado em 1 de setembro de 1978 pelo ex-presidente do Bangladesh, Ziaur Rahman, após a eleição presidencial de 1978, com o objetivo de unir o povo à ideologia nacionalista do país. Desde então, o BNP venceu as segundas, quintas, sextas e oitavas eleições nacionais e duas eleições presidenciais em 1978 e 1981. Atualmente não tem representação no parlamento depois de boicotar a eleição nacional de 2014.
A dirigente do partido é Khaleda Zia, ex-primeira-ministra de Bangladesh.